# Johann Georg Wirsung

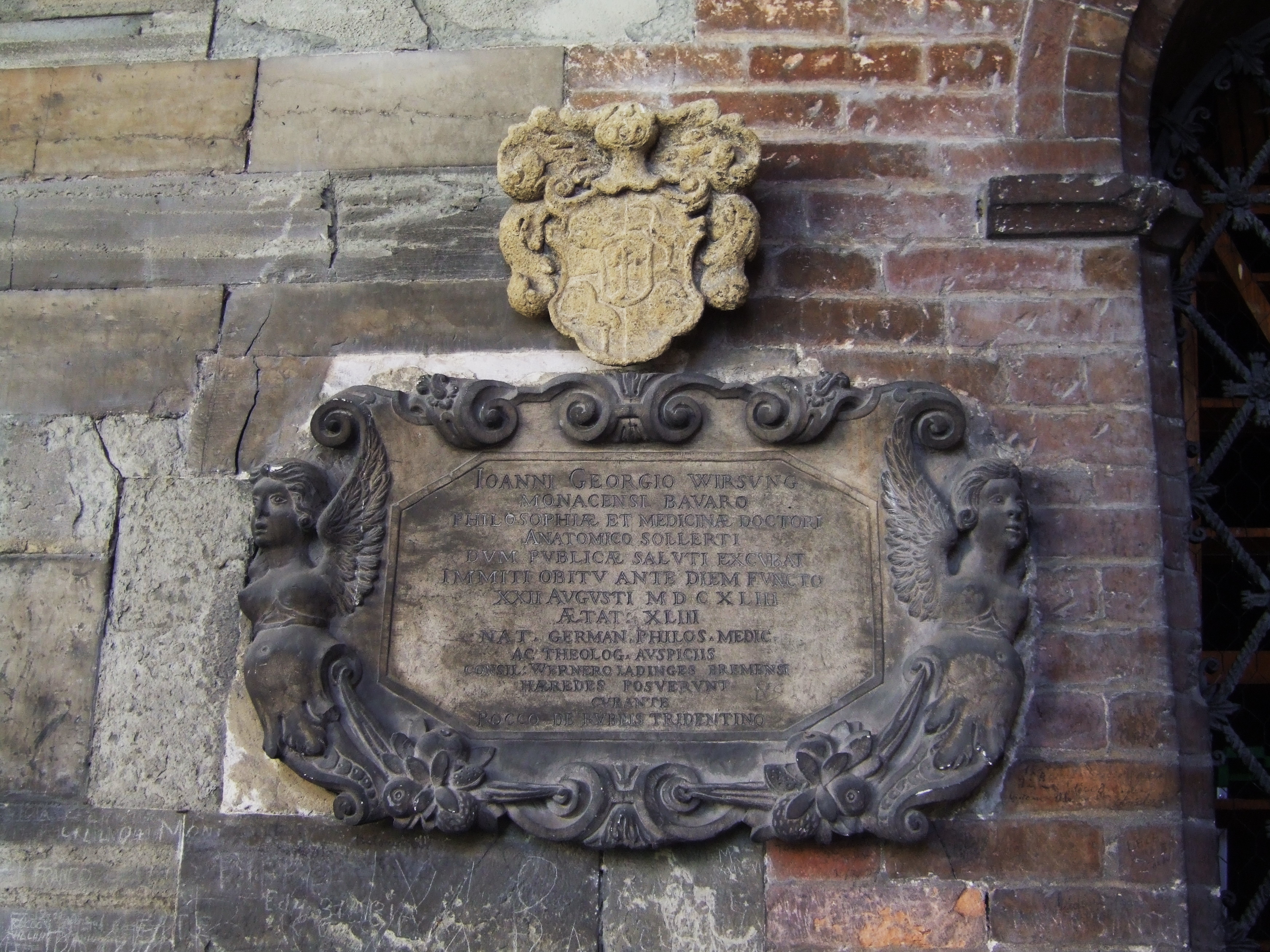
Lápide de Wirsung

Johann Georg Wirsung (Augsburgo, 3 de julho de 1589 — Pádua, 22 de agosto de 1643) foi um anatomista alemão que iniciou a sua carreira como um preparador de peças anatômicas em Pádua.